# (4983) Schroeteria
(4983) Schroeteria est un astéroïde de la ceinture principale.

## Description
(4983) Schroeteria est un astéroïde de la ceinture principale. Il fut découvert le 11 septembre 1977 à Naoutchnyï par Nikolaï Tchernykh. Il présente une orbite caractérisée par un demi-grand axe de 2,32 UA, une excentricité de 0,03 et une inclinaison de 1,9° par rapport à l'écliptique.

## Compléments